# Ліхтенштейнський діалект
Ліхтенштейнський діалект (нім. Liechtensteinische, на діалекті — Liachtaschtänerisch) — це збірна назва усіх алеманських діалектів на території Ліхтенштейну.
Територія сучасного князівства Ліхтенштейн у часи Римської імперії піддалася активної романізації, проте вже з XIII століття починаючи з Фельдкірху сліди романізації стають дедалі менш помітні, що пов'язано з експансією алеманських діалектів. У XIV столітті германо-романська мовна межа пролягала на південь від Бальцерсу. В цілому ж романський субстрат відчутний і по сьогоднішній день на усій території поширення ліхтенштейнського діалекту.

## Різновиди діалекту

### Локальні діалекти
Ліхтенштейнський діалект можна розділити на три більш локальних діалекти.
- Так званий унтерландський діалект (Unterländisch) — поширений на півночі князівства в Руґґелі (Ruggäll), Шелленберзі (Schellebärg), Гампріні (Gamprii), Ешені (Escha) та Маурені (Mura). унтерландський діалектⓘ
- Оберландський діалект (Oberländisch) поширений на півдні у Планкені (Planka), Шані (Schaa), Вадуці (Vadoz), Трізені (Tresa) та Бальцерсі (Baltsers). Оберландський діалектⓘ
- Нарешті, вальзерський діалект (Walser) — поширений у громаді Трізенберг (Trisabäärg). вальзерський діалектⓘ

### Варіанти вимови
Різниця між унтерландським та оберландським діалектами найбільш яскраво помітна у вимові німецького (середньоверхньонімецького) дифтонгу /ei/, який на унтерландському діалекті вимовляється як /oo/, тоді як на оберландському — /ää/.
| Середньоверхньонімецька | Унтерландський діалект | Оберландський діалект | Вальзерський діалект | Німецька | Переклад українською |
| ----------------------- | ---------------------- | --------------------- | -------------------- | -------- | -------------------- |
| ei                      | Schtòòⓘ                | Schtaaⓘ               | Schtèiⓘ              | Stein    | Камінь               |
| ei                      | Òòcha, Aachaⓘ          | Aachaⓘ                | Èichaⓘ               | Eiche    | Дуб                  |
| ou                      | Loobⓘ                  | Loobⓘ                 | Lòubⓘ                | Laub     | Листя                |
| ie                      | Reemaⓘ                 | Riamaⓘ                | Riemaⓘ               | Riemen   | Ремінь (пасок)       |
| uo                      | Blòòmaⓘ                | Bluamaⓘ               | Bluemaⓘ              | Blume    | Квітка               |
| iu                      | tüüffⓘ                 | tüüffⓘ                | töuffⓘ               | tief     | Глибокий             |
| â                       | Òòbetⓘ                 | Òòbetⓘ                | Aabatⓘ               | Abend    | Вечір                |
| i                       | Weesaⓘ                 | Wesaⓘ                 | Wisaⓘ                | Wiese    | Лука                 |
| ir                      | Bieraⓘ                 | Beraⓘ                 | Biraⓘ                | Birne    | Груша                |
| ur                      | Tuermⓘ                 | Tormⓘ                 | Turaⓘ                | Turm     | Вежа                 |
| or                      | Kharnⓘ                 | Khòrnⓘ                | Chooraⓘ              | Korn     | Зерно                |
| rn                      | Hòrnⓘ                  | Hòrnⓘ                 | Hooraⓘ               | Horn     | Ріг                  |
| k-                      | Khääsⓘ                 | Khèèsⓘ                | Chääsⓘ               | Käse     | Сир                  |
| s                       | Iisⓘ                   | Iisⓘ                  | Iischⓘ               | Eis      | Лід                  |
| nd                      | Hunnⓘ                  | Hundⓘ                 | Hundⓘ                | Hund     | Собака               |
| –                       | Umpòòssaⓘ              | Umbäässaⓘ             | Aamässaⓘ             | Ameise   | Мураха               |
| –                       | Wèschpl                | Wèschkì               | Wäschgi              | Wespe    | Оса                  |

Порівняння відмінностей у назвах держави:
- Fürstentum Liechtenstein — німецькою мовою
- Різновиди ліхтенштейнського діалекту:
  - Füarschtatum Liachtaschtoo — унтерландський діалект
  - Förschtatum Liachtaschtää — оберландський діалект
  - Fürschtatum Liachtaschtei — вальзерський діалект